# Grazer Becken
Koordinaten: 46° 58′ N, 15° 26′ O
Das Grazer Becken liegt am Ostrand der Alpen am Mittellauf der Mur. Namensgebend ist die dort gelegene zweitgrößte Stadt Österreichs Graz, die Hauptstadt des österreichischen Bundeslandes Steiermark.

## Lage und Landschaft

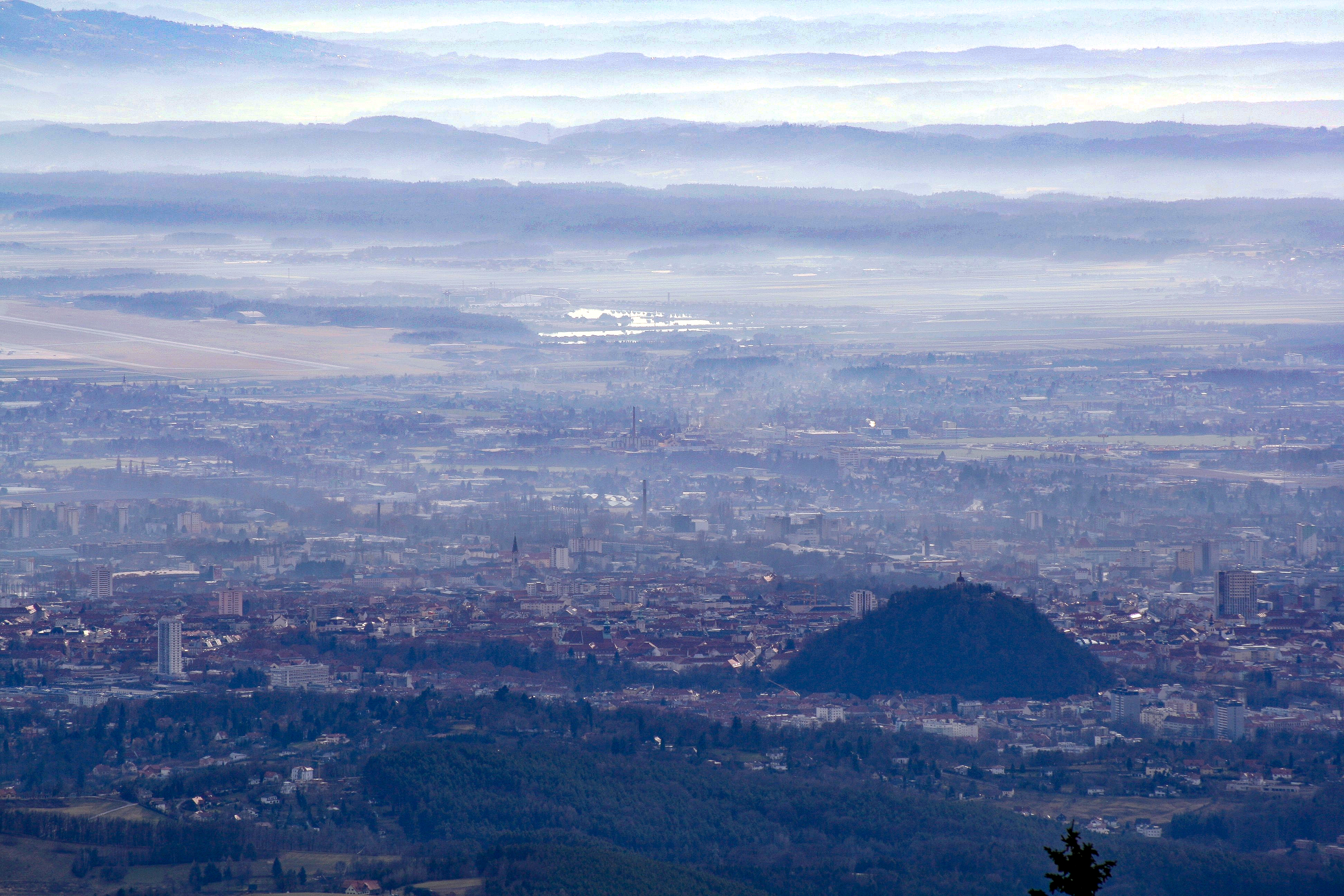
Im Nordteil des Grazer Beckens liegt Graz, in seinem Zentrum der Grazer Schloßberg

Das Grazer Becken besteht aus der Flussebene um die Mur (Grazer Feld) und deren Umrahmung im Westen durch Plabutsch (754 m), Grazer Buchkogel (656 m) und Kaiserwald, im Norden durch Hohe Rannach (1018 m) und Platte (651 m). Im Osten geht es am Zug über Laßnitzhöhe und Kögelberg in das oststeirische Hügelland über. Im Süden gilt der Wildoner Buchkogel  als die Grenze des Grazer Beckens, unmittelbar schließt sich daran das Leibnitzer Feld an.
Durch die Öffnung nach Süden bzw. Südosten und die Berge an Nord- und Westrand ist das Grazer Becken klimatisch begünstigt. Allerdings treten in den Herbst- und Wintermonaten häufig sogenannte Inversionswetterlagen auf, bei denen eine zähe Hochnebelschicht oft tagelang keinen Sonnenschein zulässt.
Das Grazer Becken war schon zur Steinzeit besiedelt, es ist ein Kreuzungspunkt alter Wander- und Verkehrswege, in der Römerzeit etwa der Römerstraße Poetovio – Poedicum (Ptuj – Bruck an der Mur), bis in die Neuzeit die Alte Poststraße Wien–Triest, von der hier die Strata hungarica (Ungarische Straße) abging. In der rund 28 km langen Ebene liegen die steirische Landeshauptstadt Graz mit dem Flughafen Graz in Thalerhof und zahlreiche Umlandgemeinden mit bedeutenden Landwirtschafts-, Gewerbe- und Industriegebieten. Als Verkehrsader durchqueren das Grazer Feld heute die Südautobahn A 2 von Ost nach West und die Südbahn von Nord nach Süd. Die Pyhrnautobahn A 9 umfährt die Stadt Graz westlich im Plabutschtunnel ebenfalls in Nord-Süd-Richtung und durchquert das südliche Grazer Becken weiter Richtung Spielfeld. Von Graz aus zweigt die Steirische Ostbahn Richtung Osten nach Gleisdorf, Feldbach und weiter nach Ungarn ab, nach Westen und Südwesten führen die Gleise der Graz-Köflacher Bahn nach Köflach und Wies-Eibiswald.

## Grazer Feld

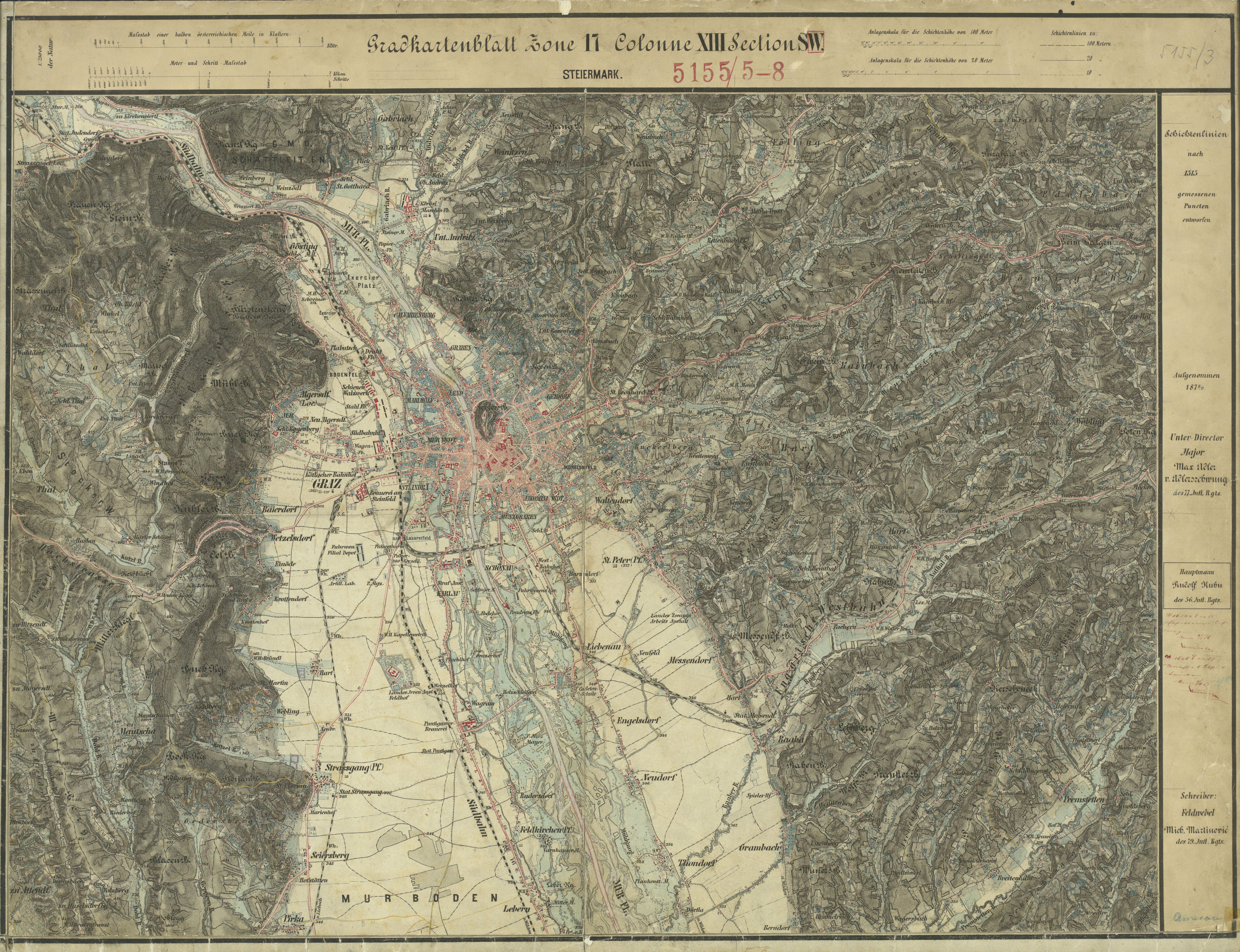
Graz und Grazer Feld („Murboden“) im Aufnahmeblatt 1879

Das Grazer Feld ist die im Grazer Becken liegende Talebene. Sie befindet sich hauptsächlich westlich der Mur zwischen der Murenge von Gösting im Norden und dem Wildoner Schlossberg im Süden. Es handelt sich um fruchtbares Ackerland, das im Norden durch die Stadt Graz und ihre Vororte weitgehend verbaut ist.

Grätzer Feld und Fernitzer Feld westlich und östlich der Mur südlich von Graz, Ende des 18. Jahrhunderts

Das Grazer Feld ist geprägt durch seine Terrassenlandschaft, mit jeweils charakteristischen Bodentypen und einem bedeutenden Grundwasservorkommen, das auch für die regionale Wasserwirtschaft große Bedeutung hat. In ihm liegen mehrere Wasserschutzzonen. Südlich des Grazer Feldes liegt das Leibnitzer Feld, das bis zur österreichisch-slowenischen Grenze reicht.

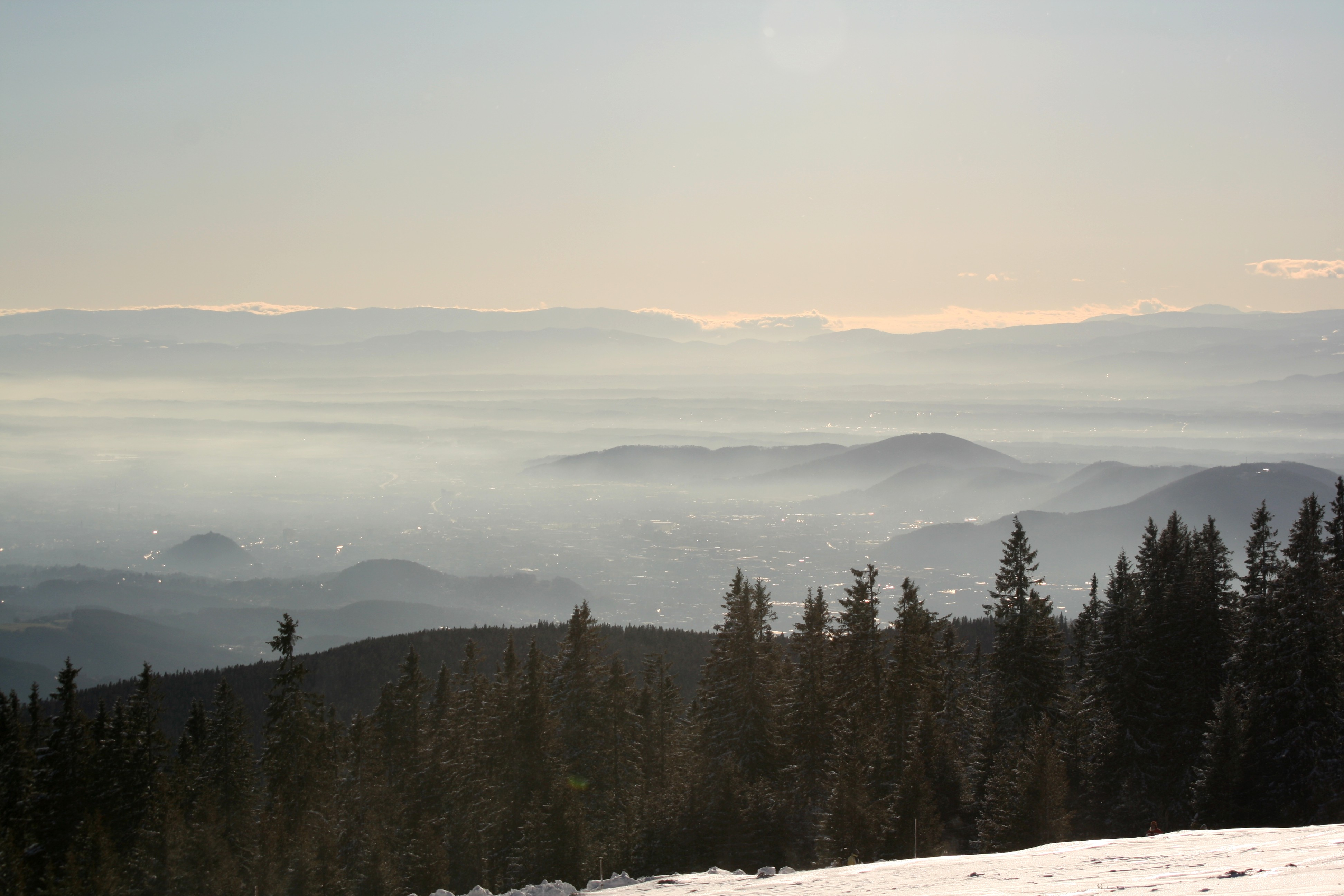
Das Grazer Becken liegt im Winter häufig im Nebel (Blick vom Schöckl)

Ein alter Name für das Grazer Feld ist Murboden. Meinungsverschiedenheiten bestehen darüber, ob auch die östlich der Mur gelegenen Landflächen zum Grazer Feld gehören. Nicht alle Landkarten, auf denen der Name „Grazer Feld“ genannt ist, lassen dazu eine eindeutige Auskunft zu: Der Schriftzug des Namens kann auch deswegen (nur) westlich der Mur eingetragen sein kann, weil östlich des Flusses kein ausreichender Raum dafür gewesen wäre oder der Kartenrand diese Möglichkeit ausschließt. In einer Karte des Grazer Kreises vom Ende des 18. Jahrhunderts wird das Grazer Feld (nur) am rechten (westlichen) Murufer dargestellt, während am linken (östlichen) Ufer der Mur das Fernitzer Feld ausgewiesen wird. In einer wissenschaftlichen Unterlage des 21. Jahrhunderts wird das Grazer Feld als Ebene behandelt, die beiderseits der Mur liegt.

## Grazer Bucht

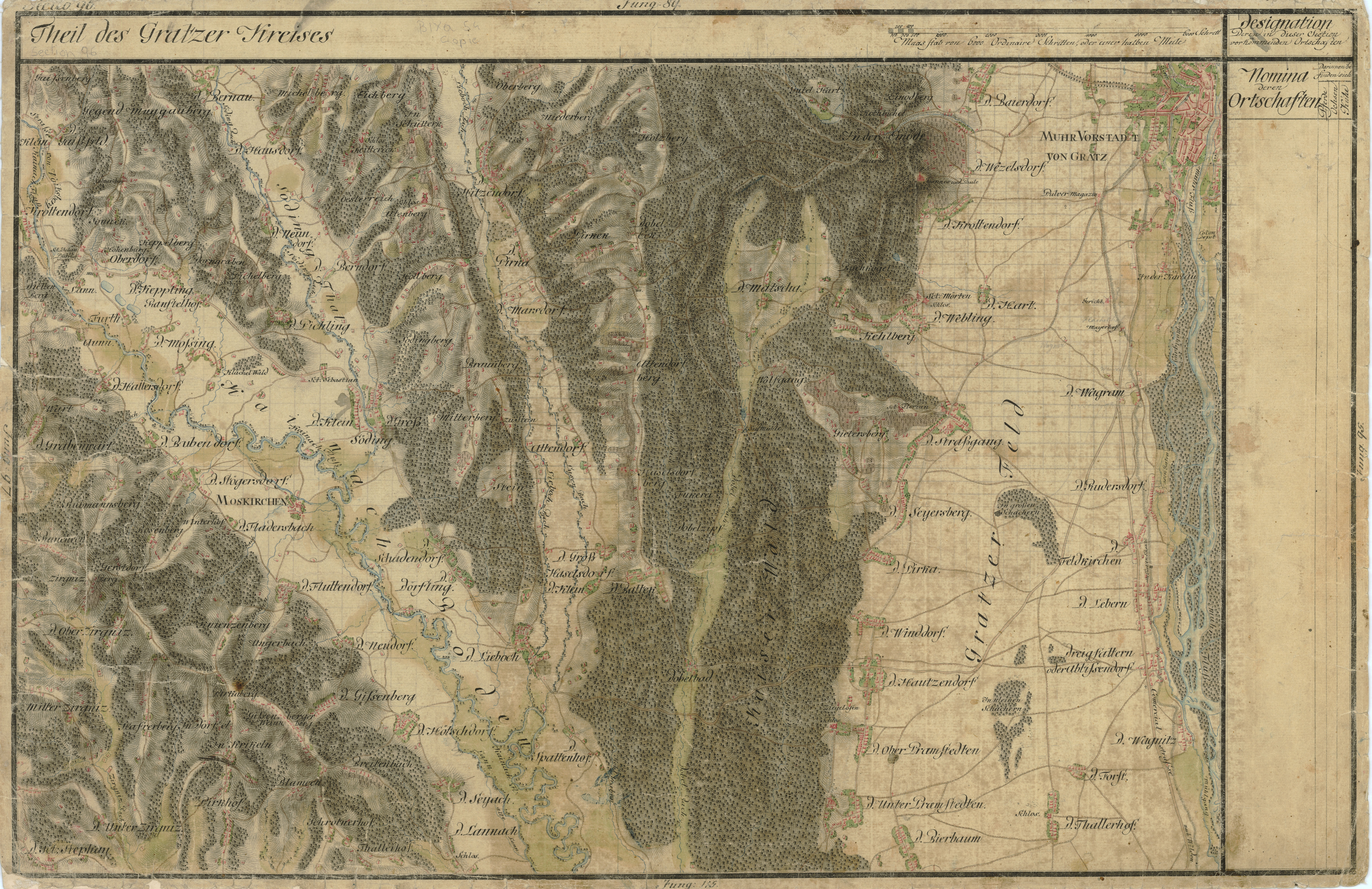
Das Grazer Feld auf einer historischen Landkarte um 1780

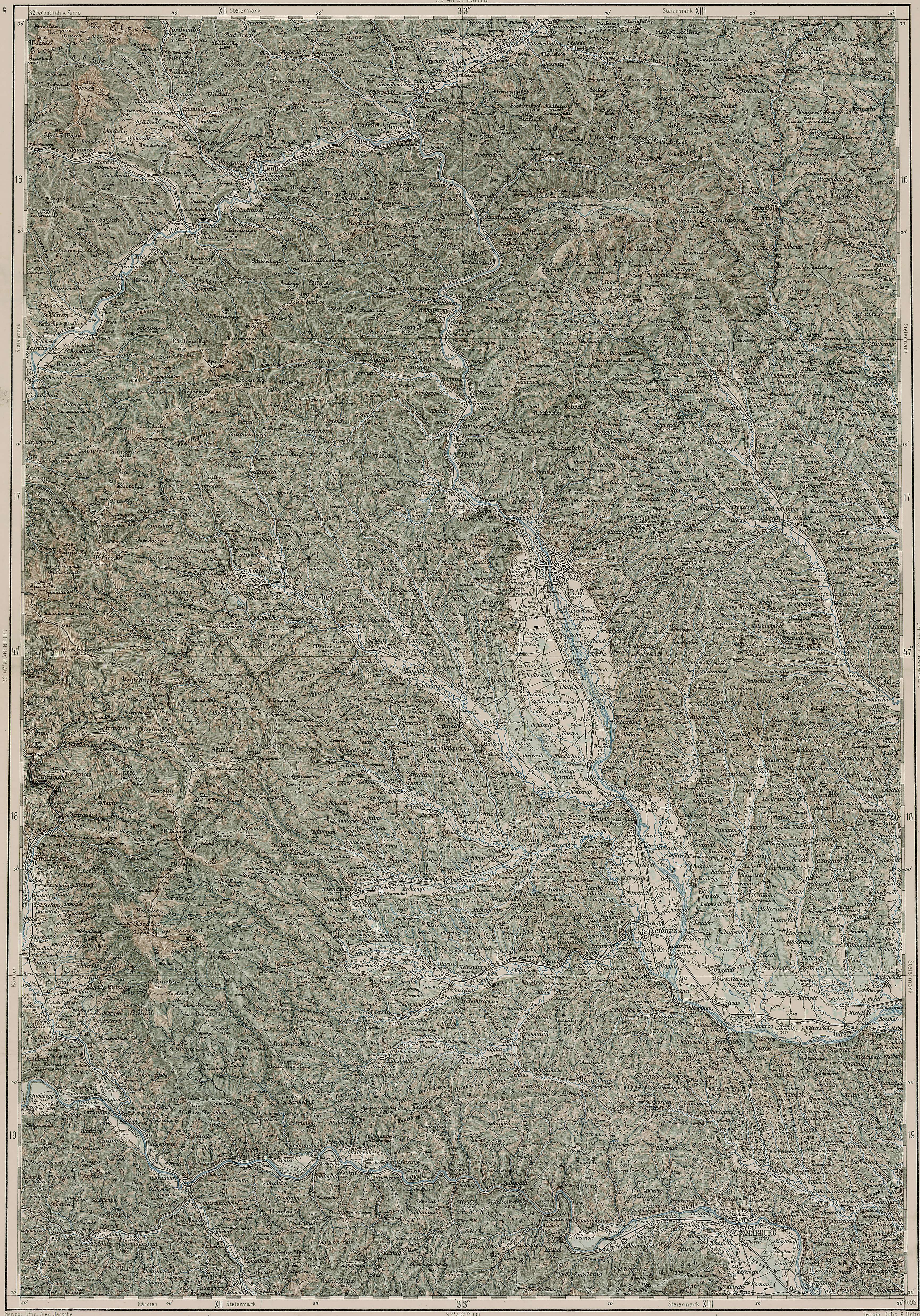
Das Grazer Becken und seine Umgebung in der Mittelsteiermark in der Generalkarte von Mitteleuropa, Blatt 33°47° Graz 1893.

Der Name Grazer Bucht (oder: Bucht von Graz) steht in geologischen Publikationen für das Grazer Becken als Teil des Steirischen Beckens (auch Steirisches Neogen-/Tertiärbecken genannt). Die Grazer Bucht liegt am nordwestlichen Rand dieses Beckens zwischen zwei Ästen der Mittelsteirischen Schwelle. Sie lag am Ufer eines Meeres, der Paratethys. Dieses Meer wich im Zug der Auffaltung der Alpen immer weiter nach Osten zurück (Regression). Sein Gebiet wurde mit Meeressedimenten und Fluss-Schottern gefüllt.  Deren Oberfläche bildet neben dem Grazer Feld auch das Weststeirische Hügelland, den Kainachboden und andere Oberflächenformen der Mittelsteiermark. Das Steirische Becken umfasst den Süden der West- und der Oststeiermark, in seinem Westen liegen die Voitsberger oder Köflach-Voitsberger Bucht und die Teilbecken von Groß St. Florian, Lieboch und Eibiswald.
Im Süden der Grazer Bucht befinden sich Vulkane, die zuletzt vor rund 10 Millionen Jahren – im Miozän – aktiv waren. Der Vulkanschlot bei Weitendorf wird im Basaltsteinbruch Weitendorf abgebaut, die anderen Hinweise auf vulkanische Tätigkeit befinden sich unter der Oberfläche, beispielsweise bei Wundschuh in ca. 35 m Tiefe (Andesit des Vulkans von Kalsdorf).